# Cycnotrachelodes cyanopterus
Cycnotrachelodes cyanopterus es una especie de coleóptero de la familia Attelabidae.

## Distribución geográfica
Habita en Japón, China, Corea y Rusia.